# Ганновер (провінція)
Провінція Ганновер — німецьке державно-територіальне утворення у 1866-1946 роках.
Коли Ганноверське королівство у Австро-прусській війні 1866 року, підтримало Австрію, Пруссія оголосила війну Ганноверу. Король Георг V був скинутий, а колишнє королівство анексовано Пруссією Вільгельма I й перетворено на провінцію Ганновер. Колишній король помер на еміграції у Парижі. Багатства поваленої Ганноверської династії були потім використані Отто фон Бісмарком для боротьби проти Людвіга II.
Надалі провінція Ганновер існувала аж до часів нацизму. «Ганноверська партія» (нім. Deutsch-Hannoversche Partei), вимагала автономії Ганновера й окремого представництва у рейхстазі.
18 травня 1924 року, у контексті планової реформи Німецької імперії, відбулася референдум про відділення провінції Ганновер від Пруссії та формування незалежної держави Ганновера. Референдум провалився через відсутність кворуму.
У 1946 році британська військова адміністрація відтворила Ганновер у межах колишнього Ганноверського королівства але протягом року, з ініціативи німецького керівництва, була створена федеральна земля Нижня Саксонія.
Нині майже уся територія провінції Ганновер входить до складу землі Нижня Саксонія, а місто Ганновер є її столицею.